# Corbu-Nuntași - Histria
Corbu-Nuntași-Histria este o arie protejată de interes național – ce corespunde categoriei a IV-a IUCN, situată în județul Constanța.